# Казанская церковь (Ярвенпяа)
Церковь в честь Казанской иконы Божией Матери (фин. Jumalansynnyttäjän kasanilaisen ikonin kirkko) — православный храм, находящийся в городе Ярвенпяа (Kartanontie 45) и структурно входящий в Хельсинкский приход Финляндской архиепископии Константинопольского патриархата.

## История
Православная община сформировалась в городе Ярвенпяа в 1930-е годы.
С 1977 по 1979 год по проекту архитектора Ивана Кудрявцева в городе был построен храм, освящённый в 1980 году в честь Казанской иконы Божией Матери.
Интерьер церкви расписал финский художник русского происхождения Юрий Митрошин.